# Ch'ongryŏn
Organizația Coreenilor din Japonia (abreviat: Chongryon, în Coreeană: 총련, Hanja: 總聯, transliterat: Ch'ongryŏn; în japoneză: 朝鮮総連, transliterat: Chōsen Sōren) este o organizație non-guvernamentală a coreenilor din Japonia, ce are legături cu Coreea de Nord aceasta susținând ideologia Juche.

## Instituții ale Chongryon-ului
- Clasă dintr-un liceu al Chongryon-ului3 grădinițe
- 19 școli primare

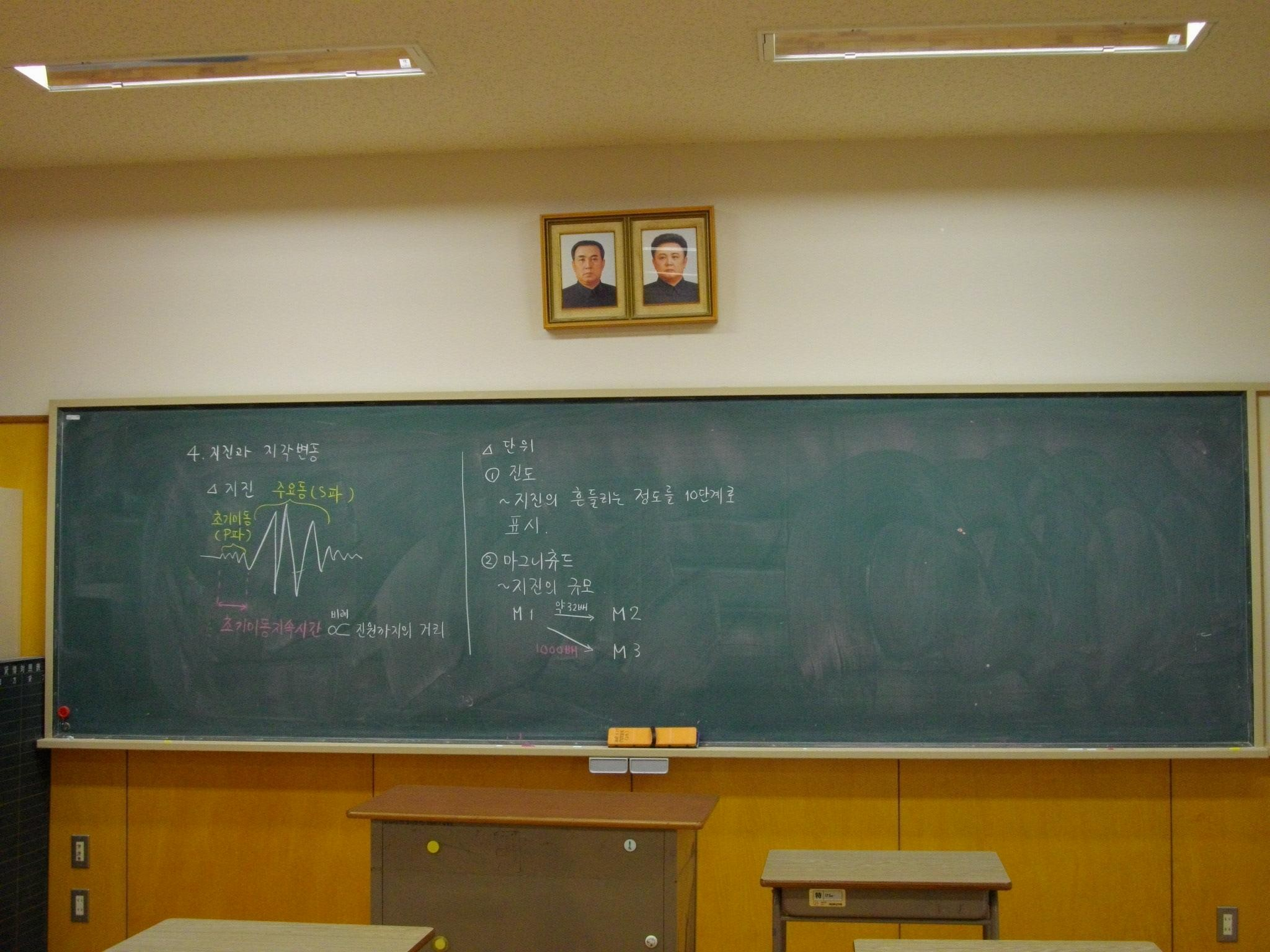
Clasă dintr-un liceu al Chongryon-ului

- 34 școli combinate (școală primară și gimnazială)
- 5 școli combinate (școală primară, gimnazială și liceală)
- 3 școli combinate (școală  gimnazială și liceală)
- 4 licee
- O universitate (Universitatea Coreeană din Japonia)
- 8 Bănci
- Zainichi Korean Science and Technology Association
- Chugai Travel